# Операција Гром
Операција Гром (енгл. Thunderball) је шпијунски филм из 1965. године и четврти у серији Џејмс Бонд британског продуцента Eon Productions-а, у ком игра Шон Конери као измишљени агент MI6-а, Џејмс Бонд. Темељен је на истоименом роману из 1961. Ијана Флеминга. Трећи је и финални филм о Бонду који је режирао Теренс Јанг, док су сценарио написали Ричард Мејбаум и Џон Хопкинс. Ово би био први филм серије о Бонду да није било правних спорова око ауторских права.
У филму агенција Спектра краде авион НАТО-а са две атомске бомбе и прети да ће их детонирати уколико се не исплати 100 милиона фунти. Британска тајна служба шаље све тајне агенте, укључујући и Бонда, да пронађу где Спектра крије бомбе. Бонда истрага одводи на Бахаме где упознаје Домино Дервал, која му помаже у даљој истрази. Комплексна продукција филма састојала се од четири различите јединице, а око четвртине филма се састоји од подводних сцена. Операција Гром је био први филм у серијалу снимљен широкоекранском Panavision камерама, као и први који је трајао преко два сата.
Филм је повезан са правним спором из 1961. године када су Ијана Флеминга тужили бивши сарадници Маклори и Витингем убрзо након издања романа исте године, тврдећи да га је темељио на сценарију који је трио написао за филмску адаптацију Џејмса Бонда. Тужба је намирена ван суда и продуценти филмске серије, Алберт Броколи и Хари Залцман, бојећи се супарничког Маклоријевог филма, дозволили су му да задржи одређена права на екранизацију над причом, заплетом и ликовима, а Маклори је постао једини продуцент овог филма; Броколи и Залцман су уместо тога били извршни продуценти.
Филм је био изузетно успешан; зарада широм света је износила 141,2 милиона долара и тиме премашила не само приходе свих филмских претходника, већ и пет Бондових филмова који су га пратили. Операција Гром је финансијски најуспешнији филм серијала у Северној Америци, прилагођен инфлацији цена карата. Године 1966, Џон Стирс је освојио Оскара за најбоље визуелне ефекте, а Кен Адам је био номинован за награду БАФТА за најбољи дизајн продукције. Неки критичари и гледаоци похвалили су филм и означили га као добродошао додатак серији, док су други сматрали да се водена радња понавља, а да је дужина филма прекомерна. Године 1983, Warner Bros. је издао другу филмску адаптацију романа под насловом Никад не реци никад, са Маклоријем као извршним продуцентом.

## Радња
Филм почиње са Џејмсом Бондом на сахрани пуковника Жака Бувара, водећег агента Спектре, који је убио двојицу британских агента, његових колега. Након сахране, Бонд примећује како пуковникова удовица сама отвара аутомобилски прозор; заправо, „она” је прерушени Бувар. Следећи је до њеног дворца, Бонд се супротставља Бувару и убија га, а затим бежи према својем Астон Мартину ДБ5, паркираном испред дворца. Након тога, М шаље Бонда у клинику како би се опоравио. Док је на масажи, Бонд наилази на грофа Липа, лукавог човека са криминалном тетоважом на левом зглобу. Сумњичави Бонд почиње да га прати до његове собе, али га угледа Липов сусед из клинике који је ту ради пластичне операције.
Kасније, Лип покушава да убије Бонда машином за истезање костију, али Бонда спашава Патриша Фиринг. Бонд се освећује Липу бацивши га у врућу каду, премда гроф преживљава. Околности постају још чудније након што је Бонд пронашао бандажираног човека, након чега преживљава други покушај убиства. Мртви човек је Франсоа Дервал, француски пилот из НАТО-а који је био члан екипе бомбардера Авро Вулцан који је носио две нуклеарне бомбе. Заменио га је Спектрин човек, Анџело, који се подвргнуо пластичној операцији како би изгледао као Дервал. У авиону је плином отровао посаду, променио курс и спустио га у бахамско море, у плићак. У међувремену, пилот отмичар Анџело, остаје под водом не могавши се ослободити из свог седишта. На крају, Емилио Ларго, Број Два у Спектри, убија Анџела пререзавши му довод ваздуха и украде нуклеарне бомбе. Ларго је хтео да убије Анџела јер је овај тражио више новца, претећи како ће саботирати отмицу.
Kриза са отмицом бомби окупља Бонда и све друге 00 агенте у Лондону. На путу према тамо, горф Лип прогони Бонда пуцајући у њега; Бонд је таман хтео да активира оружја у аутомобилу када је мотоциклиста испалио пројектил који је убио Липа. Број Један, вођа Спектре, наредио је Липово убиство, јер он није предвидео Анџелову издајничку тражњу за више новца. Бонд присуствује састанку на којем се налазе сви остали 00 агенти у Европи. М задужује Бонда да оде у Kанаду, али, са фотографије, Бонд препознаје НАТО-овог пилота извиђача, мртваца из клинике. Kако је пилотова сестра, Домино Дервал, у Насауу, М га шаље тамо, како би је истражио. Испоставља се да је она Ларгова љубавница. Бонд прилази Ларговом седишту ронећи.
У Насауу, Бонд и ЦИА-ин агент, Феликс Лајтер, траже Вулкан хеликоптером, нашавши га коначно под водом, заједно са труплима чланова посаде и Анџелом који се претварао да је НАТО-ов пилот извиђач. Након тога, Бонд говори Домино да јој је Ларго убио брата, тражећи да му помогне у потрази за нуклеарним бомбама. Она каже Бонду где ће и како заменити Спектриног агента на мисији са Ларгом, који ће извући бомбе подморницом. Тада Бонд (обучен у ронилачко одело једног од Ларгових људи) открива Ларгов план о детонирању бомби код Мајамија. Након што су пренели бомбе у пећину гђе ће бити привремено смештене, Ларго открива Бондов прави идентитет. Након подводне борбе са Ларговим људима у пећини са бомбама, у којој је Бонд једва побегао, Лајтер га спашава. Бонд говори Лајтеру где се налазе бомбе и да Ларго планира да нападне Мајами; Лајтер наређује јединици америчке морнарице да се обрачунају са Ларговим рониоцима. Бонд се придружује обрачуну, убивши више Спектриних рониоца високо технолошким оружјима на подморници и својим ножевима и рукама. Изненадна појава ајкула присиљава супротстављене стране да се удруже против заједничког непријатеља; преостали Спектрини рониоци се предају.
Након завршетка битке, Ларго бежи на Диско Воланте, на којем се налази још једна бомба; Бонд га прати и ушуња се на брод. У јахти, током њиховог обрачуна, Ларго успева да га надвлада и умало успева да упуца Бонда, али га Домино убија. Закључавши умирућег Ларга у неконтролисаној јахти, Бонд и Домино скачу са брода који почиње да јури около и на крају експлодира. Бонда и Домино спашава амерички авион.

## Улоге
| Глумац          | Улога              |
| --------------- | ------------------ |
| Шон Конери      | Џејмс Бонд         |
| Клодин Оже      | Домино Дервал      |
| Адолфо Чели     | Емилио Ларго       |
| Лучана Палуци   | Фиона Волп         |
| Рик Ван Нутер   | Феликс Лајтер      |
| Гај Доулман     | гроф Лип           |
| Моли Питерс     | Патриша Фиринг     |
| Бернард Ли      | М                  |
| Лоис Максвел    | госпођица Манипени |
| Дезмонд Левелин | Кју                |